# 長崎県道201号北野千々石線
長崎県道201号北野千々石線（ながさきけんどう201ごう きたのちぢわせん）は、長崎県雲仙市を通る一般県道である。

## 概要
雲仙市小浜町北野から雲仙市千々石町丙に至る。
雲仙市小浜町北野で国道57号から分岐し、同市千々石町丙で再び国道57号に合流する。
大部分が旧・雲仙鉄道の路盤を利用しているため、全線にわたり狭隘であるが勾配はきわめてゆるやか。

### 路線データ
- 起点：長崎県雲仙市小浜町北野（富津入口交差点、国道57号交点）
- 終点：長崎県雲仙市千々石町丙（国道57号交点）
- 総延長：8.8 km

## 道路施設

### 道路施設

#### 橋梁
- 古賀橋（古賀川、雲仙市）
- 上町橋（雲仙市）

#### トンネル
起点から
- 富津隧道：延長106 m、1923年（大正12年）竣工、雲仙市
- 千々石第一隧道：延長186 m、1923年（大正12年）竣工、雲仙市
- 千々石第二隧道：延長81 m、1923年（大正12年）竣工、雲仙市

## 地理

### 通過する自治体
- 雲仙市

### 交差する道路
| 交差する道路            | 交差する場所 | 交差する場所          |
| ----------------------- | ------------ | --------------------- |
| 国道57号 国道251号 重複 | 小浜町北野   | 富津入口交差点 / 起点 |
| 国道57号 国道251号 重複 | 千々石町丙   | 終点                  |

### 沿線
- 長崎県立小浜高等学校
- 富津弁天公園
- 雲仙市立千々石第一小学校